# Amadeo Giannini
Amadeo Pietro Giannini (também conhecido como Amadeo Peter Giannini ou A.P. Giannini), (6 de maio de 1870 - 3 de junho de 1949) foi um banqueiro americano que fundou o Bank of America. Giannini é creditado como o inventor de muitas práticas bancárias modernas. Mais notavelmente, Giannini foi um dos primeiros banqueiros a oferecer serviços bancários a americanos de classe média, em vez de apenas a classe alta. Ele também foi pioneiro na estrutura da holding e estabeleceu uma das primeiras instituições transnacionais modernas.

## História
Amadeo Pietro Giannini nasceu em San José, Califórnia, de pais imigrantes italianos. Ele foi o primeiro filho de Luigi Giannini (1840-1877) e Virginia (née Demartini) Giannini (1850-1920). Luigi Giannini imigrou para os Estados Unidos de Favale di Malvaro, perto de Gênova, Ligúria no Reino da Sardenha (atualmente, parte da Itália) para prosseguir em resposta à Corrida do ouro na Califórnia de 1849. Luigi continuou no ouro durante a década de 1860 e retornou para a Itália em 1869 para se casar com Virgínia, levando-a para os EUA e se estabelecendo em San José. Luigi Giannini comprou uma fazenda de 40 hectares em Alviso em 1872 e cultivou frutas e legumes para venda. Quatro anos depois, Luigi Giannini foi morto por um empregado em uma disputa salarial. Sua viúva Virgínia, com dois filhos e grávida de um terceiro filho, assumiu a operação do negócio de produtos. Em 1880, Virgínia se casou com Lorenzo Scatena (1859-1930), que começou a L. Scatena & Co. (que A.P. Giannini eventualmente assumiria). Giannini frequentou o Heald College, mas percebeu que poderia fazer melhor em negócios do que na escola. Em 1885, ele desistiu e assumiu uma posição de tempo integral como corretor de produtos para L. Scatena & Co.
Giannini trabalhou como comerciante de produtos, comerciante de comissões e comerciante de produção para fazendas no Vale de Santa Clara. Ele teve sucesso nesse negócio. Ele se casou com Clorinda Cuneo (1866-1949), filha de um magnata do imobiliário da North Beach, em 1892 e eventualmente vendeu seu interesse para seus funcionários e se aposentou aos 31 anos para administrar a propriedade de seu sogro. Mais tarde, ele se tornou um diretor do Columbus Savings & Loan, no qual seu sogro era de interesse. Na época, os bancos eram administrados em benefício dos ricos e bem-conectados. Giannini observou uma oportunidade para atender a crescente população imigrante que estava sem um banco. Em desacordo com os outros diretores que não compartilhavam seu sentimento, ele desistiu do conselho com frustração e iniciou seu próprio banco.

### Bank of Italy
Os imigrantes trabalhadores que outros bancos não serviriam. Ele ofereceu as contas de poupança dos clientes ignorados e empréstimos, julgando-os não por sua riqueza, mas por seu caráter. Os depósitos nesse primeiro dia totalizaram US$ 8,780. Dentro de um ano, os depósitos subiram acima de US$ 700.000 (US$ 13,5 milhões em 2002). O sismo de 1906 em São Francisco e os incêndios despejaram grande parte da cidade. Em face de uma devastação generalizada, Giannini criou um banco temporário, coletando depósitos, fazendo empréstimos e proclamando que San Francisco se elevaria das cinzas.
Imediatamente após o terremoto, ele mudou o dinheiro do cofre para sua casa, fora da zona de fogo na então rural San Mateo, a 18 milhas de distância. O dinheiro foi movido em um caminhão de lixo, de propriedade da residente Hayward, Giobatta Cepollina, também nativa da Itália (Loano). A carga estava disfarçada sob o lixo para proteger contra roubo. Os incêndios aqueceram severamente os cofres dos outros grandes bancos. Abrindo-os imediatamente, arruinaria o dinheiro, então ficaram fechados por semanas. Por causa disto, Giannini foi uma das poucas que conseguiram prestar empréstimos. Giannini correu seu banco de uma prancha em dois barris na rua. Giannini fez empréstimos em um aperto de mão para os interessados em reconstruir. Anos depois, ele contava que todos os empréstimos eram reembolsados. Como um novo testemunho da confiança que Giannini obteve na comunidade local, como uma recompensa ao lixeiro por ajudar a transportar as reservas do banco, Giannini concordou em dar ao filho do homem seu primeiro emprego com o banco quando ele atingiu a maioridade. Giannini manteve sua promessa, contratando o jovem Frank Joseph Cepollina aos 14 anos. Frank depois se aposentou do banco aos 41 anos.
As filiais bancárias foram introduzidas por Giannini pouco depois de 1909, legislação que permitia a filial bancária na Califórnia. Seu primeiro ramo fora de San Francisco foi estabelecido em 1909 em San José. Em 1916, Giannini expandiu e abriu várias outras filiais. Giannini acreditava no banco de filiais como forma de estabilizar os bancos em tempos difíceis e expandir a base de capital. Ele comprou bancos em toda a Califórnia e, eventualmente, o Bank of Italy  tinha centenas de filiais em todo o estado.

### Bank of America
O Bank of America, Los Angeles foi estabelecido em 1923 por Orra E. Monnette, emergindo de uma série de fusões entre bancos com base em Los Angeles entre 1909 e 1923. Em 1928, Giannini se aproximou de Monnette, Presidente e Chairman do banco, sobre um fusão de instituições financeiras. Ao finalizar a fusão, Giannini e Monnette concordaram que o nome Bank of America idealizou a missão mais ampla do novo banco. Em 1929, o banco tinha mais de 400 escritórios bancários na Califórnia. A nova instituição continuou sob a presidência de Giannini até sua aposentadoria em 1945; Monnette manteve o cargo de diretor. Antes da criação, Monnette da rede Bank of America, Los Angeles, a maioria dos bancos estava limitada a uma única cidade ou região. Monnette foi o primeiro a criar um sistema de processamento centralizado, contabilidade e entrega em dinheiro. Ao diversificar o escopo da comunidade que o Bank of America serviu após a fusão, a instituição estava melhor preparada para enfrentar questões econômicas menores e locais.
Giannini ajudou a cultivar as Indústria cinematográfica e vinhos na Califórnia. Ele emprestou a Walt Disney os fundos para produzir a Branca de Neve, a primeira longa-metragem animada a ser feita nos EUA. Durante a Grande Depressão, ele comprou os títulos que financiaram a construção da Ponte Golden Gate. Durante a Segunda Guerra Mundial, ele financiou as industriais Henry Kaiser e suas empresas apoiando o esforço de guerra. Após a guerra, ele visitou a Itália e providenciou empréstimos para ajudar a reconstruir as fábricas da FIAT, devastadas pela guerra. Giannini também forneceu capital para William Hewlett e David Packard para ajudar a Hewlett-Packard.

### Transamerica Corporation
Giannini fundou outra empresa, a Transamerica Corporation, como holding para seus diversos interesses, incluindo a Occidental Life Insurance Company. Ao mesmo tempo, a Transamerica era o acionista controlador da Bank of America. Eles foram separados por uma legislação promulgada pelo Congresso dos Estados Unidos em 1956, quando o Congresso aprovou a Lei das Sociedades Anônimas do Banco, que proibia o envolvimento das empresas de holdings bancárias em atividades industriais.
Após a morte de Giannini em 1949, seu filho Mario Giannini (1894-1952) assumiu a liderança do banco. A filha de Giannini, Claire Giannini Hoffman (1905-1997), tomou o assento do pai no conselho de administração do banco, onde permaneceu até a década de 1980. Giannini está enterrado no Cemitério Holy Cross em Colma, Califórnia.

## Legado

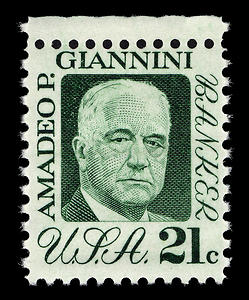
Selo postal dos EUA de 1973 com Giannini

- A grande praça do Bank of America Center, no centro de San Francisco, é nomeada e em homenagem a Giannini.
- O Serviço Postal dos Estados Unidos honrou as contribuições de Giannini para a banca americana, emitido um selo postal de 21¢ com seu retrato, em 1973. Uma cerimônia para marcar a ocasião foi realizada perto de sua antiga casa, em San Mateo, Califórnia.
- A revista Time nomeou Giannini um dos "construtores e titãs" do século XX. Ele foi o único banqueiro nomeado para o Time 100, uma lista das pessoas mais importantes daquele século, conforme montado pela revista.
- A revista American Banker o reconheceu como um dos cinco banqueiros mais influentes do século XX.
- Em 2004, o governo italiano homenageou Giannini com uma exposição e cerimônia em seu Parlamento da Itália, para marcar o centenário da fundação do Bank of Italy. A exposição foi o resultado da colaboração do Ministério das Finanças, da Smithsonian Institution, do professor italiano Guido Crapanzano e do Peter F. De Nicola, colecionador norte-americano de memorabilia de Giannini.
- Em 2010, Giannini foi induzido no California Hall of Fame.